# Берзунць (комуна)
Берзунць, Берзунці (рум. Berzunți) — комуна у повіті Бакеу в Румунії. До складу комуни входять такі села (дані про населення за 2002 рік):
- Берзунць (2709 осіб) — адміністративний центр комуни
- Буда (563 особи)
- Драгомір (2074 особи)

Комуна розташована на відстані 223 км на північ від Бухареста, 27 км на південний захід від Бакеу, 109 км на південний захід від Ясс, 116 км на північний схід від Брашова.

## Населення
За даними перепису населення 2002 року у комуні проживали 5346 осіб.
Національний склад населення комуни:
| Національність | Кількість осіб | Відсоток |
| -------------- | -------------- | -------- |
| румуни         | 4727           | 88,4%    |
| цигани         | 618            | 11,6%    |
| угорці         | 1              | < 0,1%   |

Рідною мовою назвали:
| Мова      | Кількість осіб | Відсоток |
| --------- | -------------- | -------- |
| румунську | 5342           | 99,9%    |
| циганську | 4              | 0,1%     |

Склад населення комуни за віросповіданням:
| Релігія       | Кількість осіб | Відсоток |
| ------------- | -------------- | -------- |
| православні   | 4463           | 83,5%    |
| римо-католики | 846            | 15,8%    |
| бретрени      | 17             | 0,3%     |
| адвентисти    | 14             | 0,3%     |
| баптисти      | 3              | 0,1%     |
| п'ятдесятники | 1              | < 0,1%   |